# Пикадили серкус
Пикадили серкус (енгл. Piccadilly Circus) је велика раскрсница у центру Лондона, изграђена 1819. да повеже улицу Риџент са главном улицом Пикадили.
Пикадили данас директно води до Шефтесбери авеније, главне улице на Вест Енду, као и до Хејмаркета, Ковентри улице и улице Гласхаус. Раскрсница се налази близу главних шопинг места и места предвиђених за забаву. Његов статус као главни саобраћајни чвор учинио је да Пикадили серкус постане велика туристичка атракција.
Раскрсница је посебно позната по својим видео приказима и светлећим рекламама монтираним на углу згграде на северној страни, као и по Шефтсберијевој фонтани и статуи Ероса. Окружена је са неколико објеката, укључујући лондонски павиљон и Критерион позориште. Директно испод налази се подземна железница, део лондонског подземног система.